# بنجامين مورغان هارود
بنجامين مورغان هارود (بالإنجليزية: Benjamin Morgan Harrod)‏ هو مهندس مدني أمريكي، ولد في 19 فبراير 1837 في نيو أورلينز في الولايات المتحدة، وتوفي بنفس المكان في 8 سبتمبر 1912.